# Kovácsszénája

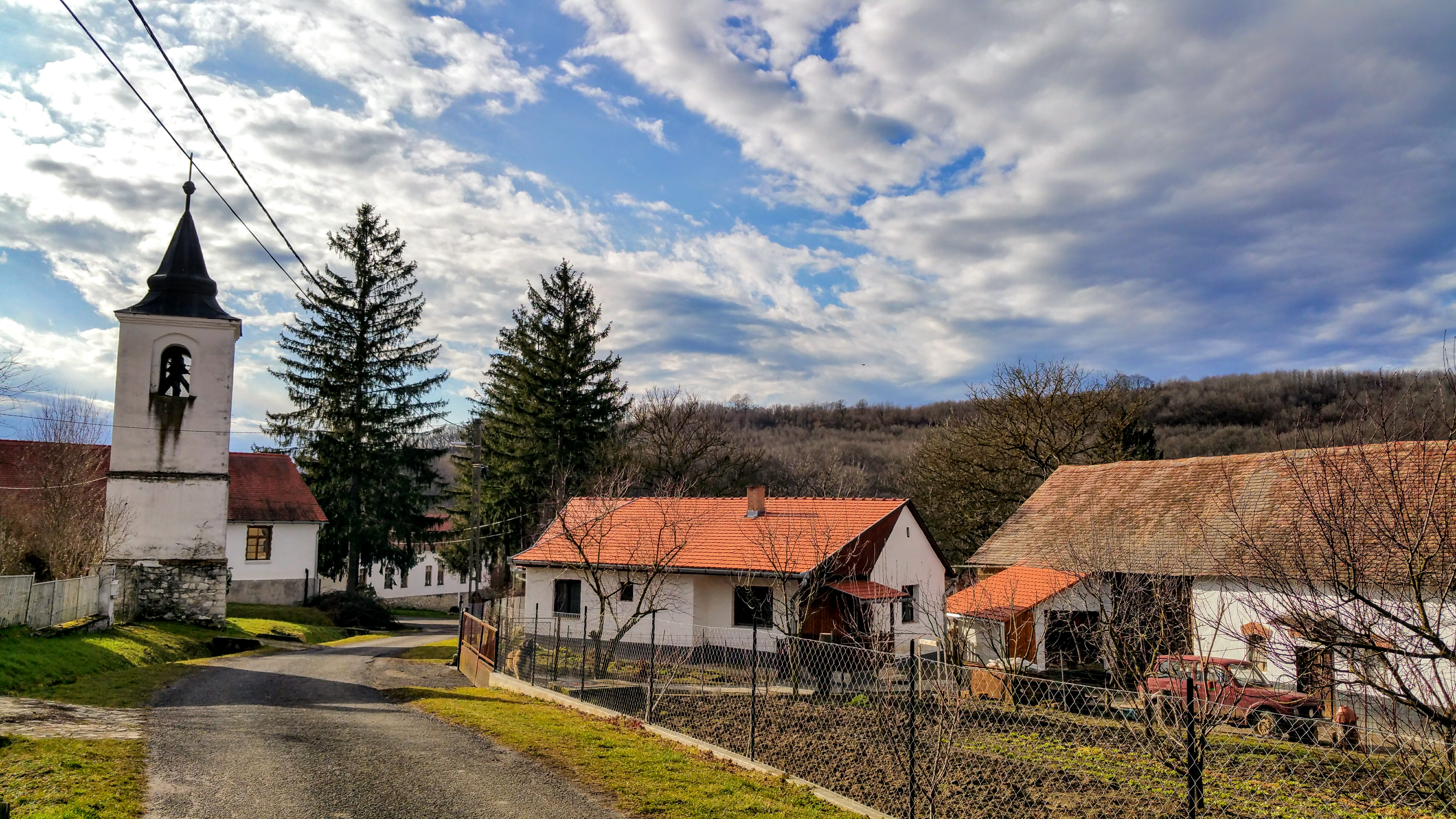

Kovácsszénája is een plaats (község) en gemeente in het Hongaarse comitaat Baranya. Kovácsszénája telt 55 inwoners (2001).